# Postřekov
Postřekov (deutsch Possigkau) ist eine westböhmische Gemeinde im Okres Domažlice in Tschechien.

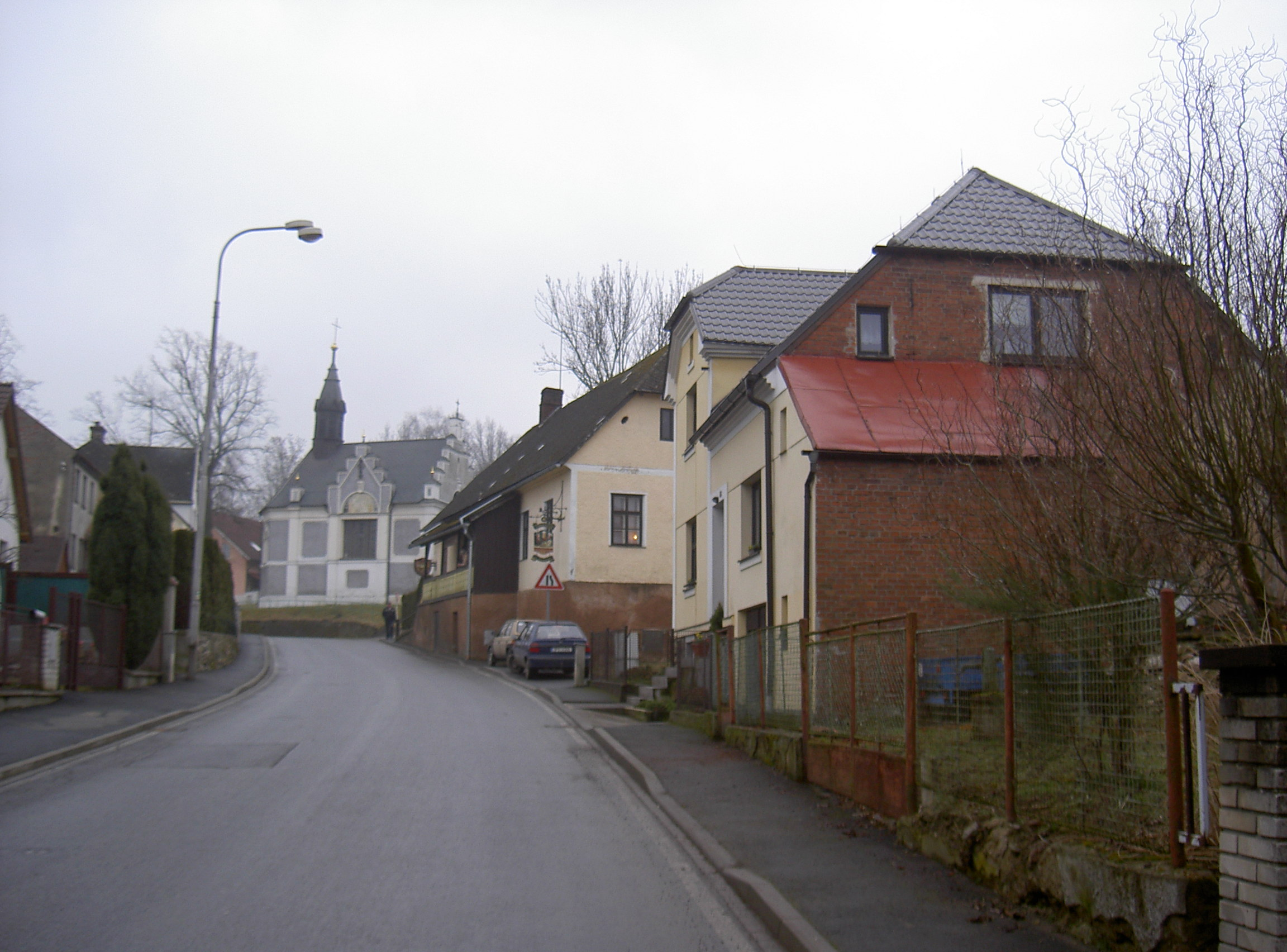
Postřekov, Blick zum Wirtshaus U Hadamů und zur Jakobskirche

## Geografie
Postřekov liegt acht Kilometer südlich von Poběžovice und elf Kilometer westlich von Domažlice am Fuß des Oberpfälzer Waldes.
Durch Postřekov fließt der Mlýnecký potok (deutsch: Linzer Bach), dessen Quellgebiet sich etwa drei Kilometer weiter nordostwärts an den Osthängen des Oberpfälzer Waldes bei Valtířov (deutsch: Waltersgrün) befindet, und der ungefähr drei Kilometer weiter westlich bei Pařezov (deutsch: Parisau) in den Černy potok (deutsch: Quelle bis Parisau: Chodenschlosser Bach, Parisau bis Mündung in die Radbuza: Schwarzbach) mündet.
Der Mlýnecký potok trennt den Ortsteil Mlýnec (deutsch: Linz) auf seinem nördlichen Ufer vom Ortsteil Postřekov auf seinem südlichen Ufer.
Bis 1946 war Mlýnec ein eigenständiges Dorf dessen eine Hälfte zu Pivoň gehörte und die andere Hälfte zu Poběžovice.
Mlýnec war überwiegend von Deutschen bewohnt.
Der Mlýnecký potok bildete bis 1946 die Grenze zwischen dem mehr von Deutschen bewohnten Gebiet auf seiner Nordseite und dem mehr von Tschechen bewohnten Gebiet auf seiner Südseite.
Entsprechend war Postřekov auf dem Südufer des Mlýnecký potoks überwiegend von Tschechen bewohnt.
Bei Postřekov kommt Serpentin vor begleitet von Strahlstein und Grünschiefer, durchsetzt von Asbestschnüren und Chromeisenkörnern.
Südöstlich von Postřekov liegt ein fast 100 Hektar großes Naturschutzgebiet, Postřekovské rybníky, mit mehr als 20 kleinen Teichen, Feuchtwiesen, seltenen Pflanzen und Tieren.

## Nachbargemeinden
Die Nachbargemeinden (im Uhrzeigersinn) sind: Nový Kramolín, Pařezov, Ždánov, Klenčí pod Čerchovem, Nemanice und Mnichov u Poběžovic.
| Mnichov u Poběžovic 8 km  | Nový Kramolín 2 km                          | Pařezov 3 km              |
| Nemanice 15 km            | Kompassrose, die auf Nachbargemeinden zeigt | Ždánov 4 km               |
| Klenčí pod Čerchovem 3 km | Klenčí pod Čerchovem 3 km                   | Klenčí pod Čerchovem 3 km |

## Geschichte
Postřekov gehört zu den ältesten Chodendörfern.
Es wurde 1225 erstmals schriftlich erwähnt und wurde seit seiner Gründung bis heute durchgehend von Choden bewohnt und war immer tschechisch.
Dadurch hat sich der ursprüngliche Charakter der Choden, der von Eigenwilligkeit und unbeugsamem Mut gekennzeichnet ist, bis auf den heutigen Tag in Postřekov erhalten.
Die Choden waren von den böhmischen Königen als Grenzwächter am Osthang des Oberpfälzer Waldes angesiedelt wurden.
Sie genossen zahlreiche Privilegien, sie waren frei, durften Waffen tragen, hatten eigene Wappen und mussten keine Frondienste leisten und keine Abgaben zahlen.
Als Ende des 15. Jahrhunderts das Chodenland an die Schwanberger fiel, dann im 17. Jahrhundert an die Lamminger, versuchten die Adligen die Choden wie normale Leibeigene zu behandeln und zum Frondienst (Robot) und zu Abgaben zu zwingen.
Die Choden leisteten zähen Widerstand.
Als Mitte des 17. Jahrhunderts Wolf Maximilian Laminger von Albenreuth, genannt Lomikar, mit besonderer Brutalität versuchte, den Widerstand der Choden zu brechen, begann unter Führung von Jan Sladký Kozina der Chodenaufstand.
Die Bevölkerung von Postřekov gehörte zu den energischsten Mitkämpfern bei diesem Aufstand, der weiter schwelte und immer wieder ausbrach, bis Mitte des 19. Jahrhunderts die Bauern aus der Erbuntertänigkeit und Leibeigenschaft befreit wurden.
Charakteristisch nicht nur für die Bewohner von Postřekov, sondern für die ganze chodische Gemeinschaft ist, dass sie, trotz beständiger, auch blutiger Niederlagen im Kampf um ihre Rechte seit dem 15. Jahrhundert, diesen Kampf nie aufgaben und hartnäckig immer weiter führten.
Im Jahr 1890 hatte Postřekov 69 Häuser und 447 Einwohner.
Obwohl das Dorf überwiegend tschechischsprachig war, wurde es 1938 an Deutschland angegliedert.
1939 erfolgte die Eingemeindung von Nimvorgut. Ende April 1945 am Ende des Zweiten Weltkrieges gruben sich einige SS-Männer in den Wäldern hinter Postřekov beim Dorf Otov (Wottawa) ein. Einige junge Männer aus Postřekov gingen dorthin, um die SS-Männer zu vertreiben, wurden aber alle von den besser bewaffneten SS-Leuten erschossen bzw. zu Tode gefoltert – so die tschechische Version. In der Ortschronik von Linz, heute Mlýnec, wird dieser Vorfall anders dargestellt. Demnach hätten am 4. Mai sechs junge Tschechen von den Amerikanern in Linz Waffen bekommen, um einige versprengte deutsche Soldaten in Wottawa zu entwaffnen; dabei habe es sich nicht um SS-Soldaten, sondern versprengte Wehrmachtssoldaten gehandelt, die auf einen Emissär der Amerikaner gewartet hätten. Die Chronik schreibt weiter: "Die Folge dieses Leichtsinns war der Tod von sechs jungen Burschen aus Possigkau, die glaubten, sich am Ende des Krieges noch Lorbeeren zu verdienen." Ein Denkmal mit den Namen der sechs Toten bei der Mühle von Otov erinnert an das Ereignis.
Heute (2013) gibt es in Postřekov zwei Wirtshäuser, eine Schule, einen Kindergarten, eine öffentliche Bibliothek und ein Postamt.

## Münzfunde bei Postřekov
Bekannt geworden ist Postřekov auch durch zahlreiche Münzfunde im 19. und im 20. Jahrhundert.
Eine unbestimmte Anzahl von Gold- und Silbermünzen des 15. Jahrhunderts aus aller Herren Länder (Tirol, Ungarn, Steiermark, Frankfurt am Main, Nürnberg, Köln, Hildesheim, Meißen und Nördlingen) wurde 1888 in und bei Postřekov gefunden.
1889 fand man über 900 zumeist sächsische Groschen ebenfalls in der Umgebung von Postřekov.
2913 Silbermünzen aus der Zeit um 1620 grub man 1915 auf einem Postřekover Grundstück aus. Sie trugen die Zeichen von Ferdinand I., Maximilian II., von Mähren, Tirol, Holstein, Breslau, Kempten, Basel, Salzburg, Fulda, St. Gallen und anderen Orten.
1935 wurden in der Nähe von Postřekov 13 Denare aus der Zeit Vladislavs und Bořivojs um 1120 gefunden.
1961 wurden 512 Silbermünzen und 1963 weitere 2696 Silbermünzen auf dem Brychtafeld bei Postřekov aufgelesen, die wohl während des Dreißigjährigen Krieges dort versteckt wurden.
Beim Bau eines Hauses 1964 tauchten 30 Gold- und 15 Silbermünzen auf, die im 17. Jahrhundert vergraben worden waren.

## Wirtschaft
Da die Böden nicht besonders fruchtbar und das Klima durch die Höhenlage unwirtlich war, entwickelten sich in Postřekov seit dem 19. Jahrhundert Handwerke und eine Arbeiterschicht.
Es entstand eine Spiegelglasfabrik, eine Spitzenklöppelei, eine Papierfabrik, eine Weberei.
Bis in die Gegenwart ist Postřekov bekannt für seine Kaminbauer.

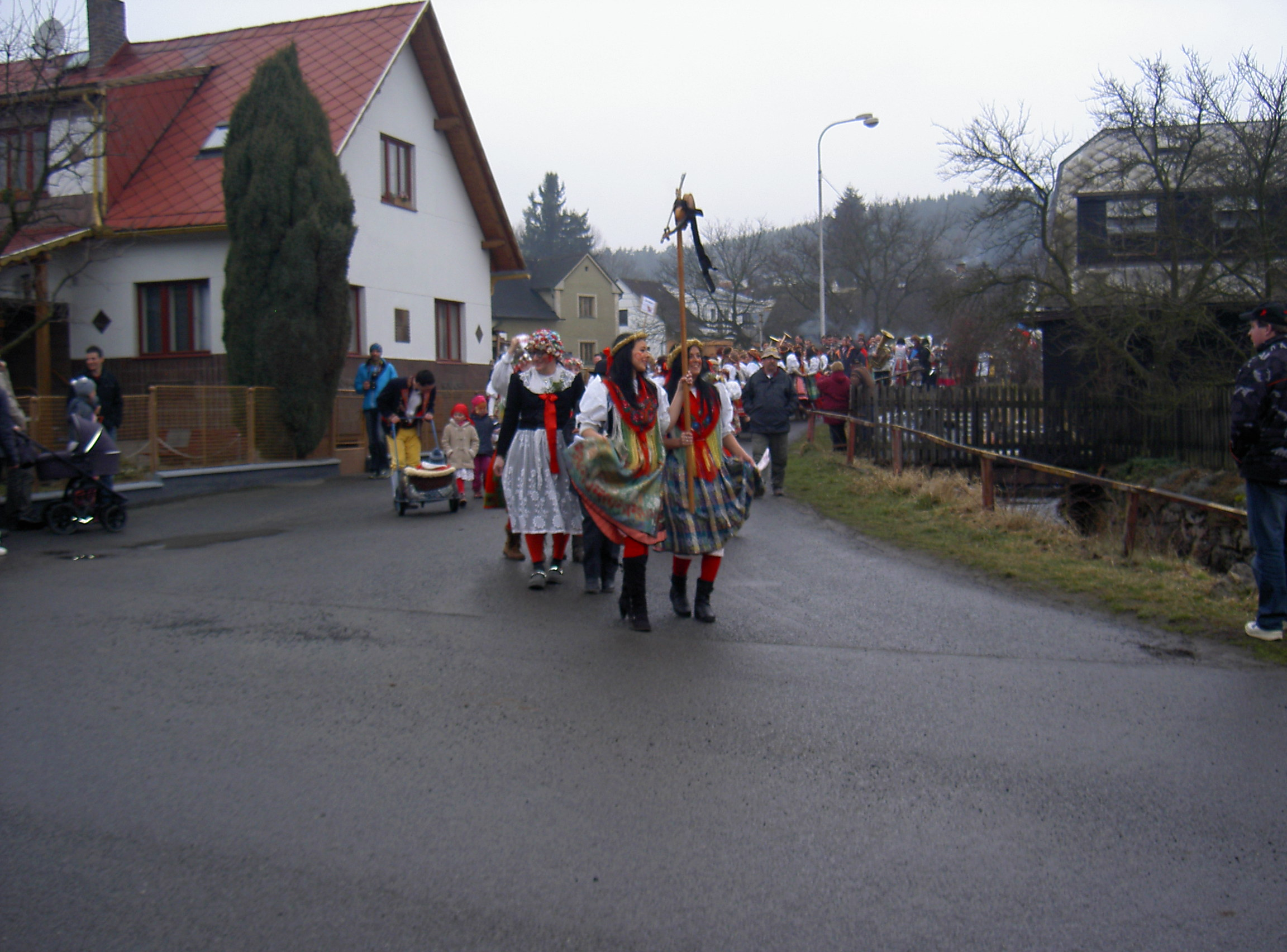
Postřekov Faschingsumzug

## Sehenswürdigkeiten
- Die Jakobskirche in Postřekov wurde im 19. Jahrhundert errichtet. Ihren Altar gestaltete der 1891 in Postřekov wohnende Maler Jaroslav Špillar (1869–1917).
- Das Wirtshaus U Hadamů stammt aus dem 18. Jahrhundert. Es befindet sich etwa 50 Meter unterhalb der Jakobskirche.[12]
- Das Naturschutzgebiet Postřekover Teiche beherbergt seltene Pflanzen und Tierarten.
- Der viertägige Postřekover Fasching, der am Nachmittag des Fastnachtsdienstag mit einem Umzug endet, ist durch seine von der gesamten Bevölkerung mitgefeierte Ursprünglichkeit ein lebendiges Denkmal chodischer Volkskunst und Tradition.[13][6]

## Vereine
- Es gibt in Postřekov einen Sportverein.
- Seit den 1950er Jahren besteht in Postřekov ein Ensemble zur Pflege chodischer Volkstänze und -lieder.[13][6]

## Gemeindegliederung
Die Gemeinde Postřekov besteht aus den Ortsteilen Postřekov und Mlýnec. Auf dem Gemeindegebiet liegt die Wüstung Nuzarov.